# 美鳥の日々 美鳥のLOVEダイアリー
『美鳥の日々 美鳥のLOVEダイアリー』（みどりのひび みどりのらぶダイアリー）は、TVアニメ作品『美鳥の日々』と連動し、「ゴクラク!もえもえステーション」枠内で放送されたラジオ番組（アニラジ）である。この番組のラジオCDも発売された。

## 内容
パーソナリティーの中原麻衣が美鳥のキャラになり切って、リスナーからの恋愛相談などに答える番組。大まかな流れは下記の通り。
- 美鳥の日記（美鳥の視点による日記の朗読）
- オープニング（曲：宿題/ 中原麻衣）
- CM
- トーク
  - 恋愛相談（リスナーからのハガキ・メールに答える）
  - その他
- セルフライナー・ポエトリー（中原によるリスナーの恋のエピソードを朗読）
- 曲（美鳥の日々関連楽曲）
- CM
- エンディング

## 基本情報
- 放送期間：2004年1月3日～9月25日
- 放送局：ラジオ大阪・TBSラジオ・BEAT☆Net Radio!（インターネット配信）
- パーソナリティー：中原麻衣
- 放送時間（放送期間中変更なし・15分間）
  - ラジオ大阪　土曜日・24:15～24:30
  - TBSラジオ　土曜日・25:15～25:30

## 関連商品
- 『美鳥の日々 美鳥のLOVEダイアリーCD』 - 2004年8月4日にランティスから発売されたラジオCDで、本番組の特別版を収録している。ゲストとしてrino、井上和郎、アツミサオリが出演している。